# Swillington
Swillington – wieś i civil parish w Anglii, w West Yorkshire, w dystrykcie metropolitalnym Leeds. W 2011 civil parish liczyła 3381 mieszkańców. Swillington jest wspomniana w Domesday Book (1086) jako Suillictun/Suilligtune/Suillintun.